# FFU (indicatif radio)
Pour les articles homonymes, voir FFU.
L'indicatif radio FFU a été utilisé par des stations côtières françaises en Bretagne : Ushant, Ouessant TSF puis Le Conquet radio.

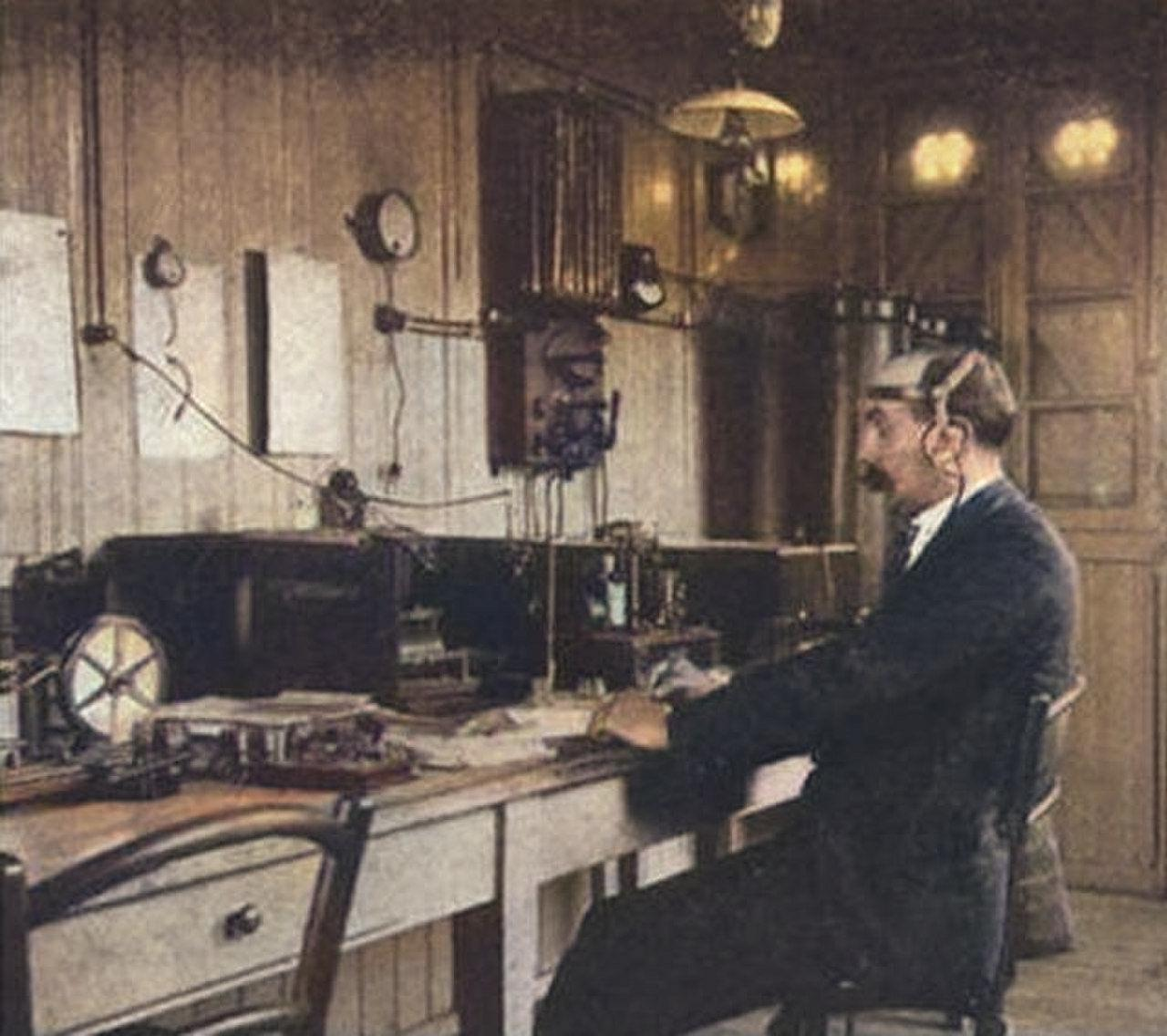
Ushant, Ouessant TSF en 1904.

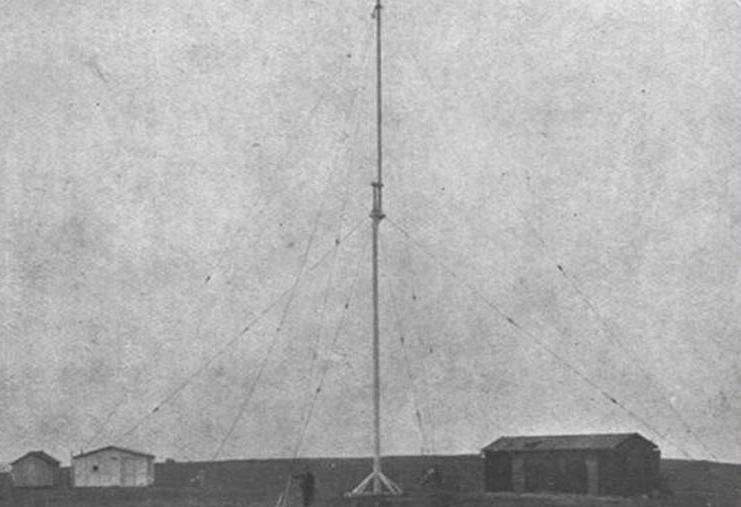
Pylône de l'antenne parapluie de la station Ouessant TSF en 1904, effectuant des liaisons radiotélégraphiques sur 500 kHz.

## Indicatif radio
- FFU (station Française Fixe de Ushant[a]) : Ushant TSF créée par Camille Tissot. En France, depuis 1901, après avoir déménagé dans plusieurs lieux sur l'île d'Ouessant, en 1902 depuis le phare du Stiff avec un récepteur radio à cohéreur et un émetteur à Bobine de Ruhmkorff, cette station a une portée radiotélégraphique de 80 kilomètres avec une flotte de 14 navires en mer et avec Brest, puis cette station Ushant TSF, Indicatif (radio) FFU, a été dès 1904 la première station française opérationnelle[1] en liaison avec une flotte de 80 paquebots sur la longueur d'onde de 600 mètres.

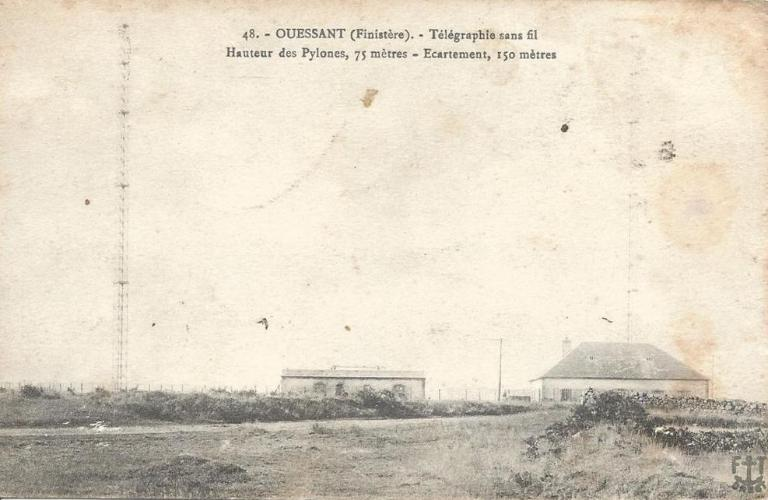
Nouvelle station FFU implantée en 1911 près du bourg de Lampaul : deux pylônes de 75 mètres de hauteur séparés de 150 mètres supportent l'antenne long-fil.

- L'augmentation du trafic rend nécessaire la construction d'une nouvelle station qui est implantée en 1911 près du bourg de Lampaul : deux pylônes de 75 mètres de hauteur séparés de 150 mètres supportent l'antenne long-fil[2].

- La station de radiogoniométrie de Ouessant Gonio Indicatif (radio) FFU (station Française Fixe de Ushant), sur la longueur d'onde 450 mètres déterminait la position des navires, des ballons dirigeables et des avions qui le lui demandaient[3]. En 1920, cette station de radiogoniométrie donnait 10 relèvements gonios par jour.

- En 1922, la station traite 200 radiotélégrammes par jour.

- Détruite en 1944 par fait de guerre, Ouessant TSF n'a jamais été reconstruite. Elle a été remplacée en 1952 par la nouvelle station Le Conquet radio active sur le Canal 16, sur 2187,5 kHz, sur  2 182 kHz et sur 500 kHz (avec le même indicatif radio FFU) à ce jour fermée[4].

## Particularités des équipements
Conçu par Gustave Ferrié en 1903, son modèle de détecteur électrolytique a été utilisé jusqu'en 1913 dans les récepteurs du Stiff de la station Ouessant TSF avec une portée radiotélégraphiques de plusieurs centaines de kilomètres par une antenne en parapluie haute de 33 mètres (haute de 42 mètres à l'origine mais cassée par les vents).